# Living Well Is the Best Revenge
Living Well Is the Best Revenge är det amerikanska poppunkbandet Midtowns andra studioalbum, utgivet 2002.

## Låtlista
1. "Become What You Hate" – 2:50
2. "Still Trying" – 2:58
3. "Get It Together" – 3:28
4. "Like a Movie" – 3:32
5. "There's No Going Back" – 3:10
6. "Perfect" – 3:40
7. "You Should Know" – 2:39
8. "One Last Time" – 3:29
9. "A Faulty Foundation" – 2:43
10. "In the Songs" – 3:33
11. "Find Comfort in Yourself" – 2:41

### Bonuslåtar
1. "Make This Right" – 3:05
2. "Let Go (Remix)"

### Fotnoter
1. ↑  ”Living Well Is the Best Revenge”. Discogs.com. http://www.discogs.com/Midtown-Living-Well-Is-The-Best-Revenge/master/348951. Läst 1 maj 2012.